# Хаккхаузен (замок)
Замок Хаккхаузен (нем. Schloss Hackhausen) — замок на воде в городе Золинген (Земля Северный Рейн-Вестфалия, Германия). История появления здесь дворянской семьи уходит в Средние века. Современное здание замка было построено в 1907 году после пожара. Как памятник архитектуры замок принят под охрану закона 18 сентября 1984 года.

## Положение и описание
Замок расположен у земельного шоссе L 288, называемого здесь Боннской дорогой (Bonner Straße) в районе Олигс (Ohligs) города Золинген. Замок предстает прямоугольное, трехэтажное оштукатуренное здание с мансардной крышей, господствующей рядами слуховых окон и увенчанное небольшим куполом в стиле рококо. Зелёные оконные ставни подчёркивают особенность местного бергишского архитектурного стиля. Замок окружён рвом, наполненным водой, через который к входу переброшен каменный мостик.
По данным на 2016 год, замок и окружающие его строения находится в частной собственности и не являются свободными для посещения, хотя во двор заходить разрешается.

## История
Первые строения усадьбы Хаккхаузен возникли в Средние века, но более точно документально не регистрируются. Предполагается, что уже первый замок располагался на месте современного и был окружен рвом с водой. В XV веке, согласно наследственного права, замок Хаккхаузен перешёл в собственность герцогской семьи Берг. Из-за недостатка средств герцог Вильгельм Юлих-Бергский продал замок уже в 1485 году. Он перешёл в собственность дворянской семьи Боттленберг-Кессель (Bottlenberg).
Старая крепость с водными рубежами была значительно разрушена во второй половине XVIII века. Семья Боттленберг-Кессель решилась на капитальную перестройку и в 1772 году возник новый, более крупный замок в стиле Рококо с глубоким и широким рвом, заполненным водой. Замок соединили с дорогой подъёмным мостом (Zugbrücke).
22 апреля 1887 года замок был зажжён управляющим имением и сгорел дотла, включая хозяйственные постройки. Лишь на первом этаже остались стоять несколько стен. После этого временно был восстановлен полуподвальный этаж. В 1891 году земельный участок с развалинами был продан сначала экономисту, а в 1893 году торговым агентам Августу фон Реклингхаусену (August von Recklinghausen) и Рихарду Бергу (Richard Berg). Они восстановили замок по старым планам в 1907 году. Ответственным архитектором восстановительных работ стал Пауль Шульце-Наумбург.